# 米高·端納 (運動員)
米高·湯馬士·端納（英語：Michael Thomas Turner，1982年11月9日—），出生於英格蘭劉易舍姆，是一名足球運動員，司職後衛，現效力英甲球會绍森德。

## 生平

### 球會
早期
端納於查爾頓展開其職業足球生涯。他於2003年3月被外借至奧連特，直至2002/03年球季季尾。其後的一季他成為查爾頓預備隊隊長，並獲選為查爾頓2003/04年球季年度最佳青年球員。
2004年8月，端納加入賓福特，借用期本來只是一個月，但其後不斷延長。直至2004年11月2日借用期完結，賓福特買斷了端納，合約為期兩年半，轉會費並未有公開。
憑著在格里芬公園球場（Griffin Park）的優異表現，他被投票選為2004/05球季年度球員選舉最佳球員和2005/06年球季球迷選舉年度最佳球員。
侯城
2006年7月6日，端納以35萬英鎊轉會費加盟侯城，簽約三年。端納是菲爾·柏堅遜上任短短時間為「老虎」簽入的首位球員。柏堅遜對於轉會說：「這名球員我已經觀察多年，首次是於查爾頓預備組，其後當然是賓福特。我很喜歡他和相信這會是一個很成功的轉會，因為他已經準備好於英冠比賽。米高是英甲去季最佳的中堅，他是時候更進一步。」
經過2006/07年球季一點失敗的開局後，端納的表現大有進步，以及為球隊完成其歷來最成功的一個賽季。他已成為球隊中路防線的核心球員，被球迷選為2007/08年球季年度最佳球員和帶領球隊升班超聯。他的好表現得到回報，球隊和他於2008年4月簽下新的三年合約。
2008年9月球隊2:2賽和愛華頓一戰，端納首次取得超聯入球。此外，他的優異表現使侯城季初的防線非常穩健。端納於2008年10月19日星期日對韋斯咸取得他個人第二個超聯入球，他憑這個入球為球隊一箭定江山，以1:0於KC球場助球隊擊敗對手。
新特蘭
侯城於2009年8月初拒絕利物浦的600萬英鎊出價後，於8月31日同意將端納放售到新特蘭，轉會費沒有透露，簽約四年。
諾域治
2012年7月27日, 端納由新特蘭轉投諾域治並簽署兩年合約，轉會費金額沒有透露。
2014年8月20日, 降落英冠作賽的諾域治與端納簽署一份新的兩年合約，令其留隊至2016年夏季，另球隊有選擇權延長合約多12個月。

### 國家隊
因在2008年10月於聯賽有好表現，他的隊友馬恩尼呼籲他有資格入選英格蘭國家隊，認為其表現被比伍德盖特和厄普森更好。
可是，侯城領隊菲爾·布朗卻指，於這時候召進端納是「不成熟」的行為。

## 外部連結
- Michael Turner profile on Hull City official website
- Michael Turner  Official Website at officialplayerwebsites.com
- 足球数据库：米高·端納的球员统计数据